# Hypsugo cadornae
Hypsugo cadornae is een zoogdier uit de familie van de gladneuzen (Vespertilionidae). De wetenschappelijke naam van de soort werd voor het eerst geldig gepubliceerd door Oldfield Thomas in 1916.

## Voorkomen
De soort komt voor in India, Laos, Myanmar, Thailand en Vietnam.